# 重戦車大隊

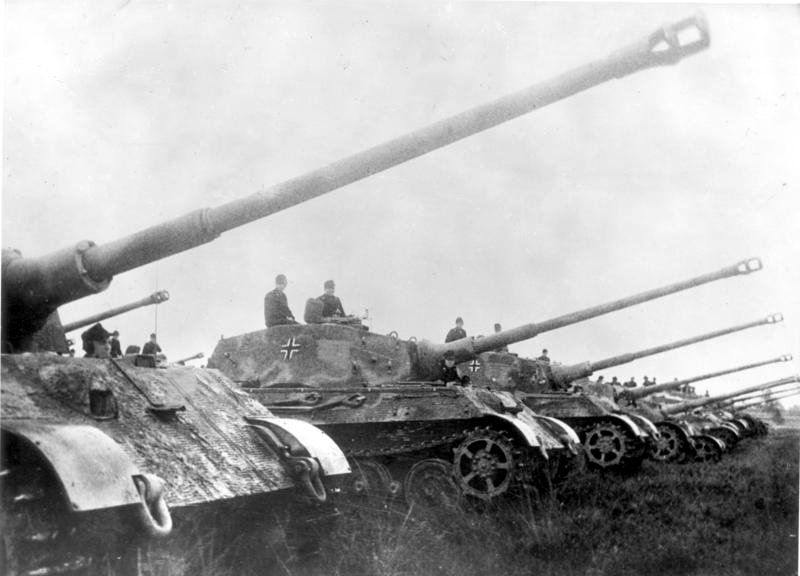
ティーガーII

重戦車大隊（じゅうせんしゃだいたい、独：Schwere Panzer-Abteilung、略号：s.Pz.Abt.）は第二次世界大戦中のドイツ国防軍で編成された重戦車による戦車大隊。陸軍または軍団直轄の独立部隊として編成され、ティーガーI、ティーガーII重戦車の大部分はこれらの独立重戦車大隊で集中運用された。初期には随伴の中戦車を含む編制であったが、後に重戦車のみの編制に改められた。

## 編制

兵科記号

初期の戦力定数指標KStN1176d（1942年8月15日制定、12月15日改訂）において、中隊の定数はティーガーI重戦車9両（中隊本部1両、4個小隊各2両）およびIII号戦車10両（中隊本部2両、小隊のティーガーに各1両随伴）と定められ、第501〜第505の各重戦車大隊はティーガー20両とIII号戦車25両（大隊本部および2個中隊）で編成された。随伴するIII号戦車の役割は、ティーガーには不向きな偵察・斥候・伝令などの任務を補うことだった。1942年8月29日に第502重戦車大隊のティーガーIが初めて戦闘に投入されたが、9月22日に6両が撃破されたとの戦闘報告が為されたことで評価は一変し、後に部隊編制も見直されることになる。
1943年3月3日付のKStN1176eにおいて中隊の定数はティーガー14両（中隊本部2両、3個小隊各4両）に改められ、各大隊には3個中隊に本部中隊3両を加えた計45両のティーガーが配備された。この増強は第504大隊第2中隊を除いて6月末までに完了した。1944年6月以降、重戦車大隊の装備車両は順次ティーガーIIに置き換えられていった。大隊の定数はティーガーIと同じく45両であったが、大戦末期の1945年には定数を充足しないまま前線へ送り出された。
| 車種                                  | 1943年 7月1日 | 1945年 1月1日 |
| ------------------------------------- | ------------- | ------------- |
| ティーガーI または ティーガーII重戦車 | 45            | 45            |
| IV号対空戦車                          | 0             | 8             |
| Sd.Kfz.7/1対空自走砲                  | 6             | 3             |
| 装甲兵員輸送車                        | 10            | 11            |
| ベルゲパンター戦車回収車              | 0             | 5             |
| 18トン牽引車                          | 8             | 7             |
| 1トン牽引車                           | 8             | 13            |
| ケッテンクラート                      | 0             | 14            |
| サイドカー付きオートバイ              | 25            | 0             |
| オートバイ                            | 17            | 6             |
| 路外機動乗用車                        | 64            | 38            |
| 民間型乗用車                          | 2             | 1             |
| 路外機動用トラック                    | 111           | 84            |
| 民間型貨物トラック                    | 24            | 34            |
| マウルティア                          | 0             | 6             |
| クレーン車                            | 3             | 3             |
| 合計                                  | 323           | 278           |

## 重戦車大隊の一覧

### 陸軍
原則として陸軍直轄の独立部隊として編成された。グロースドイッチュラント師団は例外的に固有の重戦車大隊を持っていたが、後に軍団直轄部隊として転出している。
- 第501重戦車大隊 （1942年5月10日） → 第424重戦車大隊（1944年12月19日 - 1945年2月11日）
- 第502重戦車大隊 （1942年5月25日） → 第511重戦車大隊（1945年1月5日 - 1945年5月9日）
- 第503重戦車大隊 （1942年4月16日） → フェルトヘルンハレ重戦車大隊（1944年12月21日 - 1945年5月10日）
- 第504重戦車大隊 （1943年1月18日 - 1945年5月3日）
- 第505重戦車大隊 （1943年1月29日 - 1945年4月）
- 第506重戦車大隊 （1943年7月20日 - 1945年4月14日）
- 第507重戦車大隊 （1943年9月23日 - 1945年5月12日）
- 第508重戦車大隊 （1943年7月15日 - 1945年5月）
- 第509重戦車大隊 （1943年9月9日 - 1945年5月9日）
- 第510重戦車大隊 （1944年6月6日 - 1945年5月8日）
- グロースドイッチュラント戦車連隊第3大隊 （1943年6月29日） → グロースドイッチュラント重戦車大隊（1944年12月16日 - 1945年3月19日）

またチャンネル諸島には第213戦車大隊が駐屯していたが、装備していたのはルノーB1重戦車である。

### 武装親衛隊
武装親衛隊では、SS装甲軍団の直轄部隊として編成または再編されている。
- （第1SS装甲軍団戦車大隊 1943年7月19日） → 第101SS重戦車大隊  → SS第501重戦車大隊（1944年 - 1945年5月）
- （第2SS装甲軍団戦車大隊 1943年4月） → 第102SS重戦車大隊   → SS第502重戦車大隊（1944年9月 - ）
- （第11SS戦車連隊第2大隊 1943年7月1日） → 第103SS重戦車大隊 （1943年11月） → SS第503重戦車大隊（1944年 - 1945年5月）